# Poslední chlap na Zemi
Poslední chlap na Zemi (v anglickém originále The Last Man on Earth) je americký komediální sci-fi televizní seriál stanice Fox. Úvodní díl byl premiérově vysílán 1. března 2015. Dne 10. května bylo potvrzeno ukončení seriálu po odvysílání čtvrté řady.
V českém znění seriál uvedla stanice Prima Cool 23. října 2015 a doposud odvysílala tři řady.  

## Příběh
Po ničivé epidemii se v roce 2021 Phil Miller (Will Forte) stává posledním přeživším člověkem na Zemi. Je tak nucen jako zcela opuštěný bloudit po USA a pátrat po dalších přeživších. Během pátrání po ostatních vytvoří značky v různých městech, na kterých se píše, že je naživu v Tucsonu (Arizona). Z prvu si situaci užívá, může mít vše, co chce, ale nakonec ho fakt, že nemůže žádného dalšího přeživšího najít, dovede k zoufalému rozhodnutí spáchat sebevraždu. V rozhodující chvíli se však objevuje další přeživší – Carol Pilbasian (Kristen Schaal).
Navzdory tomu, že jsou si navzájem neuvěřitelně otravní, se rozhodnou, že se vezmou – a to kvůli znovuzalidnění. V průběhu první řady se objevují další přeživší, ale Phill ostatní tak moc irituje, že jsou spolu s Carol nakonec nuceni Tucson opustit.
V druhé řadě Phill s Carol pokračují ve své cestě napříč USA. Brzy přichází na to, že se skupina, se kterou žili v Tucsonu, přesídlila do Malibu (Kalifornie). Jejich cílem je znovu si získat přízeň skupiny. Mezitím se na scéně objevuje Phillův bratr Mike Miller (Jason Sudeikis) – astronaut, který se zřítil na Zem a také přijíždí do Malibu. Mike po nějaké době bohužel nejspíš onemocní smrtícím virem.
Ve třetí řadě je skupina nucena opět hledat nové útočiště kvůli výhrůžkám Pata Browna (Mark Boone Junior). Nakonec najdou energeticky soběstačnou budovu poblíž San Francisca, zatímco Pat Brown se nachází neznámo kde.

## Obsazení
- Will Forte jako Phill Miller
- Kristen Schaal jako Carol Pilbasian
- January Jones jako Melissa Chartres
- Mel Rodriguez jako Todd
- Cleopatra Coleman jako Erica
- Mary Steenburgen jako Gail Klosterman

## Vysílání
| Řada | Díly | Premiéra v USA | Premiéra v USA  | Premiéra v ČR   | Premiéra v ČR     |
| Řada | Díly | První díl      | Poslední díl    | První díl       | Poslední díl      |
| ---- | ---- | -------------- | --------------- | --------------- | ----------------- |
| 1    | 13   | 1. března 2015 | 3. května 2015  | 23. října 2015  | 14. ledna 2016    |
| 2    | 18   | 27. září 2015  | 15. května 2016 | 9. září 2016    | 30. prosince 2016 |
| 3    | 18   | 25. září 2016  | 7. května 2017  | 12. září 2018   | 5. října 2018     |
| 4    | 18   | 1. října 2017  | 6. května 2018  | nebylo vysíláno | nebylo vysíláno   |